# Cenozoico
Cenozoico (pré-AO 1990: Cenozóico), na divisão da escala de tempo geológico, é uma era geológica que se iniciou há aproximadamente 65,5 milhões de anos e se estende até a atualidade. Cenozoico significa "vida nova", do grego καινός/kainos "novo" e ζωή/zoe "vida". É a terceira e mais recente era do éon Fanerozoico, e sucede a era Mesozoica. A era Cenozoica está dividida em três períodos: Paleogeno, Neogeno e Quaternário. O termo Terciário foi tradicionalmente usado para indicar o intervalo de tempo entre o Mesozoico e o Quaternário, o que equivale ao Paleogeno e Neogeno. O uso do termo Terciário é desencorajado pela Comissão Internacional sobre Estratigrafia e caiu em desuso oficialmente em 2004.
Entretanto, alguns seres sobreviveram ao período de escassez de comida que se estendeu até o início da Era Cenozoica, e foram evoluindo ao longo do tempo até ficar como os conhecemos hoje. A principal Classe a evoluir foi a dos mamíferos. Tanto é, que a Era Cenozoica às vezes é chamada de “Era dos mamíferos”, tal qual a Era Mesozoica com relação aos dinossauros. Mas a diversidade biológica deste período e a rápida evolução das espécies tornam injusta tal denominação.
O princípio da Era Cenozoica marca a abertura do capítulo mais recente da história da Terra. Durante a Era Cenozoica, a face da Terra assumiu sua forma atual. Houve muita atividade vulcânica e formaram-se os grandes maciços montanhosos do mundo, como os Andes, os Alpes e o Himalaia. A vida animal transformou-se lentamente no que hoje se conhece. Resumindo, as principais características que apareceram foi:
- Aparecimento do Homo Sapiens
- É também conhecida como Era dos Mamíferos
- É marcada por intensas mudanças climáticas
- Expansão dos oceanos
- Diversificação das formas de vida na flora e fauna
- Aparecimento dos peixes com ossos
- Estabilização das placas tectônicas
- Clima tropical

## Clima
A Era Cenozoica tem sido um período de resfriamento a longo prazo. Em seu princípio, as partículas ejectadas pelo impacto do evento K/T bloquearam a radiação solar. O K/T foi um evento geológico ocorrido no final do Cretáceo que teve importantes consequências na alteração das condições naturais do planeta. Depois da criação tectônica da Passagem de Drake, quando a América se separou completamente da Antártida durante o Oligoceno, o clima se resfriou consideravelmente devido a aparição da Corrente Circumpolar Antártica que produziu um grande resfriamento do oceano Antártico.
No Mioceno se produziu um ligeiro aquecimento devido a liberação dos hidratos que desprenderam do dióxido de carbono. Quando o continente Sul-americano se uniu ao Norte-americano pela criação do Istmo do Panamá, a região do Ártico também se resfriou devido ao fortalecimento das correntes de Humboldt e do Golfo e o fim da circulação de correntes marinhas primitivas de águas quentes que atravessavam o planeta de leste a oeste, levando ao último máximo glacial.
Por outro lado, um outro fator, ao lado do Ciclo de Milankovitch, contribuiu para as variações climáticas ocorridas durante o Cenozoico: o Evento Azolla. 
Por conta das mudanças climáticas, houve diferenciação entre a flora das regiões frias, e das regiões subtropicais e tropicais.

## Fauna
Com efeito a Era Cenozoica foi marcada pelo aparecimento de 28 ordens de mamíferos, 16 das quais ainda vivem. No paleoceno e no eoceno viveram mamíferos de tipo arcaico que no fim do Eoceno e no Oligoceno foram substituídos, exceto na América do Sul, pelos ancestrais dos mamíferos modernos. No decorrer de milhões e milhões de anos deu-se a modernização das faunas que culminou na produção de mamíferos adiantados, especializados, do mundo moderno. Os processos que conduziram à elaboração das faunas modernas datam do Pleistoceno e do pós-Pleistoceno. Distingue-se a fauna atual da fauna do Pleistoceno, principalmente pelo empobrecimento, advindo da extinção de várias formas.
A América do Sul achava-se unida à América do Norte no início da Era Cenozoica; tal união manteve-se interrompida durante grande parte dessa era, voltando a ser restabelecida no fim do Paleógeno. Isso explica certas peculiaridades faunísticas da América do Sul.
Por outro lado, a América do Norte manteve ligação com a Ásia através da região de Beríngia (hoje interrompida pelo Estreito de Bering) durante grande parte da Era Cenozoica, o que explica o porquê da homogeneidade faunística da América do Norte, Ásia Setentrional e Europa.
As peculiaridades faunística da Austrália, por sua vez, são devidas ao isolamento que manteve desde o Cretáceo em relação à Ásia.
A forma ancestral do cavalo data do Eoceno e recebeu o nome de Eohippus; viveu no hemisfério norte. O Equus, isto é, cavalo propriamente dito, surgiu na América do Norte bem mais tarde, donde migrou para a Ásia, no Pleistoceno.
Foi na era Cenozoica que surgiram os primeiros onívoros. Formaram também as cadeias de montanhas, e ocorreram as grandes glaciações, surgindo novas espécies de vida. Já no fundo dos oceanos, houve o aparecimento de dorsais (cadeias de montanhas que são formadas nas zonas aonde as placas dos continentes se separam).

## Glaciação
No Pleistoceno, também chamado época Glacial ou Idade do Gelo, ocorreu uma vasta glaciação no hemisfério norte. Glaciação de muito menores proporções deu-se também no hemisfério sul.

## Homem
Datam do Pleistoceno os mais antigos restos do homem (cerca de 450.000 anos). Acredita-se que o mais antigo deles seja o Homo heidelbergensis. Há controvérsia sobre a idade do Homo sapiens; segundo alguns autores o seu aparecimento deu-se há cerca de 250.000 anos, isto é, antes mesmo do Homo neanderthalensis.
No Pleistoceno inferior vivem hominídeos vários: Australopithecus, da África do Sul; Pithecanthropus erectus ou homem de Java; Sinanthropus pekinensis ou homem de Pequim.

## Fósseis brasileiros
Inúmeras localidades brasileiras forneceram ossadas de mamíferos pleistocênicos.
Os achados mais famosos são os das grutas de Minas Gerais, pacientemente pesquisados por Peter Lund no século XIX. Outra localidade curiosa é a de Águas do Araxá, também em Minas Gerais, onde parte do material obtido acha-se exposta. Aí foram descobertos cerca de 30 indivíduos de mastodontes fósseis (Haplomastodon waringi). Megatérios, gliptodontes, tigres dentes-de-sabre (Smilodon) e toxodontes figuram entre os mamíferos pleistocenos mais comuns.
A ligação entre as duas Américas no Pleistoceno trouxe como consequência uma imigração de carnívoros que não existiam por aqui, os chamados tigres dente-de-sabre.
A antiguidade do homem no Brasil é matéria de controvérsia. Não foi ainda cabalmente provada a Idade Pleistoceno do Homem de Lagoa Santa cujos ossos aparecem nas mesmas grutas em que ocorrem animais extintos

## Períodos
| Sistema/Período | Série/Época | Andar/Estágio  | Idade (Ma)   |
| --- | ----------- | -------------- | ------------ |
| Neogeno | Mioceno     | Aquitaniano    | mais recente |
| Paleogeno | Oligoceno   | Chattiano      | 23.03–28.1   |
| Paleogeno | Oligoceno   | Rupeliano      | 28.1–33.9    |
| Paleogeno | Eoceno      | Priaboniano    | 33.9–37.8    |
| Paleogeno | Eoceno      | Bartoniano     | 37.8–41.2    |
| Paleogeno | Eoceno      | Luteciano      | 41.2–47.8    |
| Paleogeno | Eoceno      | Ipresiano      | 47.8–56.0    |
| Paleogeno | Paleoceno   | Tanetiano      | 56.0–59.2    |
| Paleogeno | Paleoceno   | Selandiano     | 59.2–61.6    |
| Paleogeno | Paleoceno   | Daniano        | 61.6–66.0    |
| Cretáceo | Superior    | Maastrichtiano | mais antigo  |
| Subdivisão do Paleogeno de acordo com a Tabela Cronoestratigráfica Internacional versão 2015/1 da Comissão Internacional sobre Estratigrafia. |             |                |              |

A Era Cenozoica é dividida em dois períodos distintos. Cada um é subdividido em épocas.

### Paleógeno

#### Paleoceno
Paleoceno (65,5 a 55,8 milhões de anos)
Clima quente e uniforme pelo planeta, com a continuação da separação dos continentes, alguns já com forma semelhante à atual. Depois de uma extinção em massa no Cretáceo, pequenos mamíferos, répteis e, roedores surgiram ou, se desenvolveram e, se espalharam. Os primatas têm origem durante o Paleoceno.

#### Eoceno
Eoceno (55,8 a 33,9 milhões de anos)
As temperaturas desse período foram as mais altas registradas para a Era Cenozoica. O elevado nível dos oceanos fez com que a água do mar avançasse sobre os continentes. Nisso, surgiram baleias, elefantes, morcegos e, animais com cascos (Ungulados), como, cavalos de baixa estatura (Eohippus).

#### Oligoceno
Oligoceno (33,9 a 23 milhões de anos)
A Antártida começou a se tornar um continente isolado, ao mesmo tempo, em que ampliava a camada de gelo sobre ela pela primeira vez. O tectonismo e, o vulcanismo se tornaram mais intensos em áreas como América do Norte, parte da América do Sul e, Europa. Enquanto algumas espécies de animais se adaptaram e, se desenvolveram ao novo clima, agora sazonal, outras, foram extintas.

### Neogeno

#### Mioceno
Mioceno (23 a 5,3 milhões de anos)

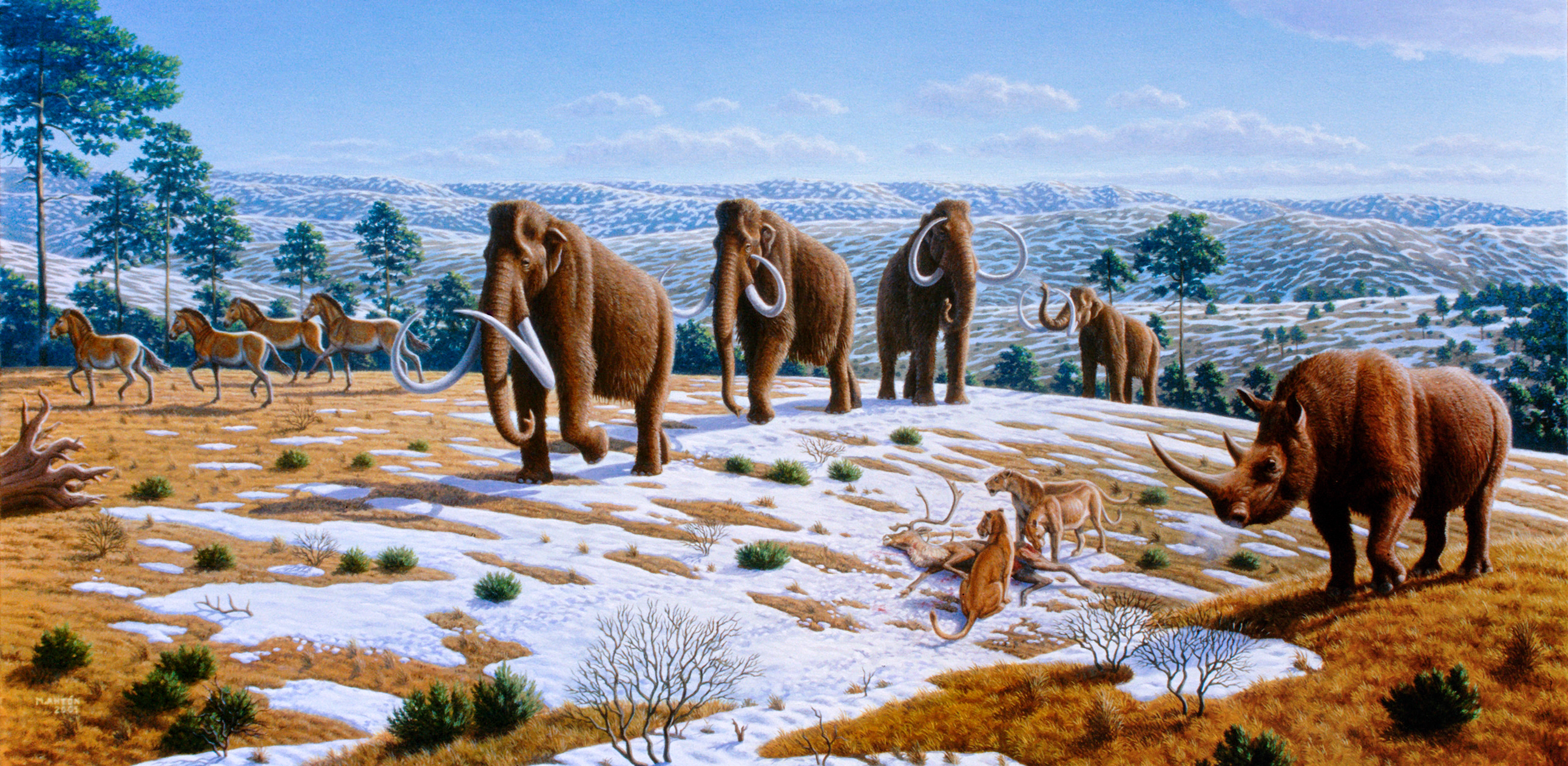
Megafauna de Mauricio Antón

Montanhas e, cadeias montanhosas se formaram ou, continuaram a se erguer durante o Mioceno, como, os Himalaias e, os Apalaches. O clima da Terra esfriou, e surgiram novos biomas, como, as Pradarias e, os Estepes, formados por gramas altas e, vegetação rasteira. Grandes mamíferos foram predominantes nessa época, e os primatas antropoides, os mais próximos da espécie humana, apareceram.

#### Plioceno
Plioceno (5,3 a 1,8 milhões de anos)
O clima da Terra resfriou durante o Plioceno, e as calotas polares no Hemisfério Sul continuaram a crescer. Além disso, uma cobertura de gelo surgiu no Polo Norte. Os continentes já tinham, quase todos, a forma atual, e o mar Mediterrâneo havia ressecado nessa época. A migração de animais por pontes terrestres foi intensa, ao mesmo tempo em que, novas espécies de mamíferos surgiram. Houve o desenvolvimento dos primeiros hominídeos.

#### Pleistoceno
Pleistoceno (1,8 milhão a 10.000 anos)

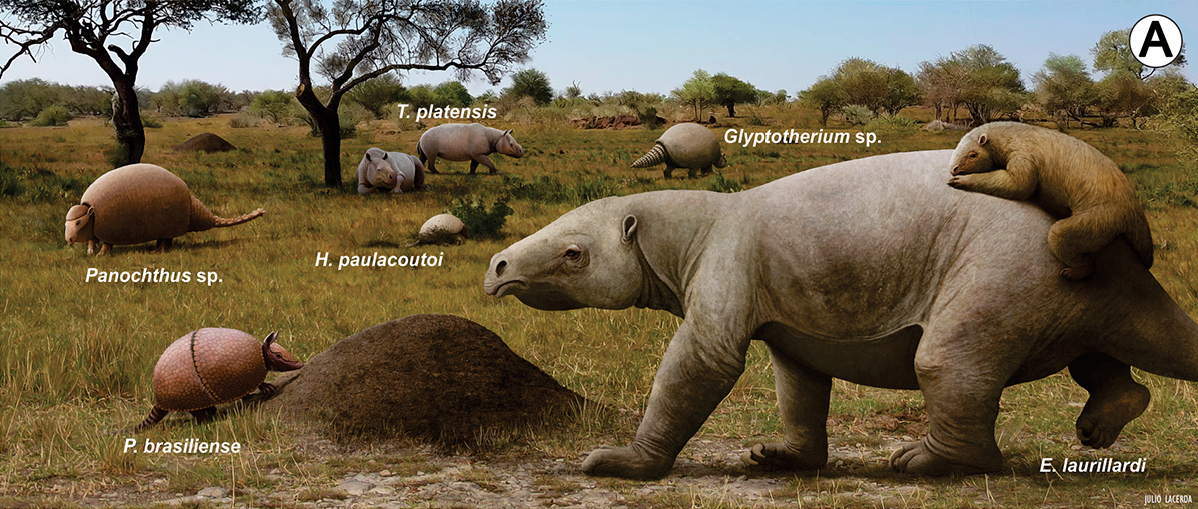
Espécies de Pleistocênicos meso-megamamíferos pampatherium de Sergipe, Brasil

Alterações no clima foram sentidas durante todo o Pleistoceno, que esteve períodos de glaciação e, interglaciais, o que alterou a cobertura de gelo e, o nível dos oceanos. Por conta dessas variações, muitas espécies de animais e, plantas deixaram de existir, como foi o caso dos grandes mamíferos (mamutes, mastodontes, tigres-dentes-de-sabre ,e outros). Os seres humanos modernos passaram a habitar boa parte das terras emersas, com exceção dos polos e, da Antártida.

#### Holoceno
Holoceno (10.000 anos até o presente)

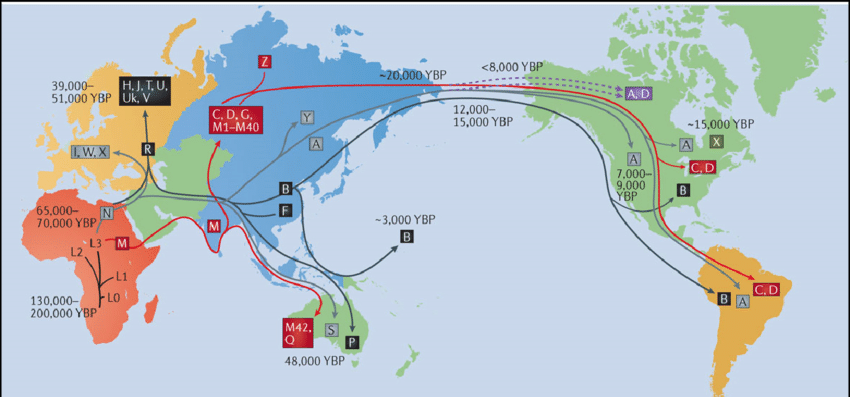
Migração dos Humanos

O planeta Terra adquiriu a configuração climática, continental e, biológica que conhecemos. Ao mesmo tempo, o ser humano se tornou um dos principais agentes transformadores do espaço natural e, do meio em que vive. Existem pesquisadores que, por conta disso, adicionam o Período Antropoceno logo após o Holoceno, indicando se tratar de um tempo em que a presença e, a ação dos seres humanos sobre os agentes naturais (atmosfera, biota e, relevo) são predominantes no planeta Terra, bem como, determinantes para as transformações nele observadas.